# Amstel Gold Race 1986
L'Amstel Gold Race 1986 fou la 21a edició de l'Amstel Gold Race. La cursa es disputà el 26 d'abril de 1986, sent el vencedor final el neerlandès Steven Rooks, que s'imposà a l'esprint en la meta de Meerssen al seu company d'escapda, Joop Zoetemelk.
154 ciclistes hi van prendre part, acabant la cursa 51 d'ells.

## Classificació final
|    | Ciclista           | Equip                  | Temps      |
| -- | ------------------ | ---------------------- | ---------- |
| 1  | Steven Rooks       | PDM                    | 6h 08' 12" |
| 2  | Joop Zoetemelk     | Kwantum                | m. t.      |
| 3  | Ronny van Holen    | Lotto                  | + 37"      |
| 4  | Joey McLoughlin    | ANC-Halfords           | m. t.      |
| 5  | Teun van Vliet     | Panasonic              | m. t.      |
| 6  | Adri van der Poel  | Kwantum                | m. t.      |
| 7  | Francesco Moser    | Supermercati Brianzoli | m. t.      |
| 8  | Marc Sergeant      | Lotto                  | m. t.      |
| 9  | Claude Criquielion | Hitachi                | m. t.      |
| 10 | Nico Emonds        | Kwantum                | m. t.      |